# Lago Murner
El lago Murner (en alemán: Murnersee) es un lago situado junto a la ciudad de Wackersdorf, en la región administrativa de Alto Palatinado, en el estado de Baviera (Alemania), a una elevación de 395 metros; tiene un área de 94 hectáreas. 